# Handelskammer Deutschland-Schweiz

Eingang der Handelskammer Deutschland-Schweiz in Zürich

Die Handelskammer Deutschland-Schweiz (französisch Chambre de Commerce Allemagne-Suisse, englisch German-Swiss Chamber of Commerce) mit Sitz in Zürich ist ein Verein, der 1912 mit dem Ziel der Förderung des schweizerisch-deutschen Wirtschaftsverkehrs gegründet wurde.
Sie bezweckt nach den Grundsätzen der Gegenseitigkeit die Förderung von Handel und Wirtschaft zwischen Deutschland einerseits, der Schweiz und Liechtenstein andererseits. Sie berät, vermittelt und informiert über alle Gebiete der bilateralen Wirtschaftsbeziehungen und schlichtet bei auftretenden Schwierigkeiten. Die Kammer befasst sich nicht mit Politik.

## Organisation
Die Handelskammer Deutschland-Schweiz ist ein eingetragener Verein nach Schweizer Recht und eine private, unabhängige und nicht weisungsgebundene Selbstverwaltungsorganisation der Wirtschaft Deutschlands, der Schweiz und Liechtensteins, frei von staatlichen Subventionen und selbstfinanziert.
Das Präsidium und der Vorstand der Kammer setzen sich aus Unternehmer- und Führungspersönlichkeiten aus Deutschland, der Schweiz und Liechtenstein zusammen.

## Netzwerk
Die Handelskammer ist in der Unternehmenslandschaft von Deutschland und der Schweiz mit ihren rund 1‘600 Mitgliedsunternehmen fest verankert. Unter den Mitgliedsfirmen finden sich bekannte Firmen wie Bayer AG, UBS, Deutsche Bank, Credit Suisse, Siemens, Allianz SE, Vontobel, Messer Group, ABB, Würth, Nestlé, Daimler AG, Swiss Life und Roche Pharma.
Die Handelskammer ist eingebunden in die Netzwerke der deutschen Auslandshandelskammern (AHKs) und der schweizerischen Auslandshandelskammern (SwissCham) als anerkannter Teil der Exportförderung Deutschlands, der Schweiz und Liechtensteins. Die Switzerland Global Enterprise (S-GE) oder Germany Trade & Invest (gtai) agieren hingegen weltweit und erhalten staatliche Zuwendungen.
Die jährlich in Zürich stattfindende Pressekonferenz sowie die Mitgliederversammlungen und die Herbstvortragsveranstaltungen finden in den deutschen und den schweizerischen Medien Anklang. Bei Fragen zu Aktuellem im Wirtschaftsverkehr Deutschland-Schweiz wird die Kammer von Medien um Statements gebeten. Auch in Fachpublikationen zum Thema Recht, Schiedsgericht, Zoll etc. wird auf die Handelskammer Deutschland-Schweiz und deren Dienstleistungen hingewiesen.

## Geschichte

### Gründung und erste Jahre
Die Handelskammer wurde 1912 als «Deutsche Handelskammer in Genf» gegründet. Gegen Ende des Ersten Weltkrieges kam es zur Umbenennung in «Deutsche Handelskammer in der Schweiz» und der Eröffnung eines Zürcher Büros, da die Kammer nicht nur die Förderung des Wirtschaftsverkehrs zwischen Genf und Deutschland im Sinne hatte. 1921 wurde dann der Sitz der Kammer formell von Genf nach Zürich verlegt. Mit Gründung der Zollunion der Schweiz mit Liechtenstein im Jahr 1923 rückte auch das Fürstentum in den Tätigkeitsbereich der Handelskammer. Neu und zentral war der Gedanke der Bilateralität, der die Kammer bis heute prägt. Nirgendwo findet sich – auch in späteren Änderungen nicht – in den Statuten dieser als «Deutsche» Handelskammer gegründeten Organisation eine Nationalitäten-Klausel, wie sie damals üblich war und wie sie es teilweise heute noch bei derartigen Organisationen gibt. Vielmehr ist schon in einem frühen Protokoll festgehalten, die Mitgliedschaft sei unabhängig von der Nationalität möglich. Schon 1925 wurde in einem Tätigkeitsbericht festgehalten «…wollten wir also etwas zur befriedigenden Lösung der deutsch-schweizerischen Probleme beitragen, so müsste das stets unter der Würdigung unserer zwischenstaatlichen Stellung geschehen... Wir sind stets für Lösungen eingetreten, die beiden Teilen eine möglichst weitgehende Verwirklichung ihrer wirtschaftlichen Interessen im anderen Lande gestatten». Ihrer Zeit voraus war die junge Handelskammer, aber nicht immun gegen die Folgen der beiden Weltkriege, die die Wirtschaftstätigkeit und den Güteraustausch zwischen Deutschland und der Schweiz sowie dem Fürstentum Liechtenstein lähmten und sogar zum Nullpunkt brachten.

### Nach 1945
1946 forderten die Alliierten die Schließung der Handelskammer, die infolgedessen ihre Tätigkeit einstellte, ohne allerdings den Verein aufzulösen. Es war deshalb auch nach einer zweijährigen Zwangspause problemlos möglich, die Kammertätigkeit wieder aufzunehmen. Damit einher ging eine Modernisierung der Statuten, die nunmehr dem bilateralen Charakter der Organisation voll Rechnung trugen. Das drückte sich in dem neuen Namen «Handelskammer Deutschland-Schweiz» aus.
Die Entwicklung der Handelskammer in den folgenden Jahrzehnten bis heute war begünstigt durch den wirtschaftlichen Aufstieg Deutschlands, der Schweiz und des Fürstentums Liechtenstein. Das steigende Volumen des Handelsaustausches zog einen wachsenden Beratungsbedarf nach sich, den die Kammer aufgriff.

### Nach 1989
1989 fiel die Berliner Mauer, ein Jahr später folgte die deutsche Wiedervereinigung. Auch hier war die Handelskammer gefordert. Schweizerische Unternehmen knüpften die Fäden früherer Partnerbeziehungen, welche nach Kriegsende beendet wurden. In Gegenrichtung suchten ostdeutsche Firmen nach Jahren des staatlich reglementierten Aussenhandels auf freien Exportmärkten, darunter auch der Schweiz, Fuss zu fassen.
Bei der Privatisierung der verstaatlichten Unternehmen der DDR durch die Treuhandanstalt wurde die Schweiz – nach der Zahl der Investitionsfälle – zum wichtigsten Auslandsinvestor. Daran hatte die Handelskammer einen gewichtigen Anteil, führte sie doch das Büro des ehrenamtlich tätigen Treuhandbeauftragten für die Schweiz.

## Aufgaben und Dienstleistungen
Die Hauptaufgabe der Handelskammer liegt in der Förderung, Vertiefung und Ausweitung der bilateralen Wirtschaftsbeziehungen. Sie vertritt die Interessen ihrer Mitgliedsunternehmen auf den Märkten in der Schweiz, in Deutschland und in Liechtenstein, wobei sie Ansprechpartner ist für alle Fragen, die die deutsch-schweizerischen Wirtschaftsbeziehungen betreffen.
Die Leistungen umfassen insbesondere die Unterstützung bei:
- Markterschließung und Export
- Unternehmensgründung und Geschäftsrepräsentanz
- Standortsuche
- Geschäfts- und Kooperationspartnervermittlung
- Auskunft- und Adressrecherche
- Kauf und Verkauf von Unternehmen / Nachfolgeregelung
- Rechts- und Steuerfragen
- MWST-Rückerstattung und Fiskalvertretung
- Streiterledigung / Schlichtung

## Informationsdienstleistungen
Die Handelskammer Deutschland-Schweiz bietet den Mitgliedern und Kunden regelmäßige Informationen über den schweizerisch-deutschen und liechtensteinischen Wirtschaftsverkehr. Mittels Fachpublikationen, Merkblättern und Musterverträgen des Vertriebs-, Rechts und Steuerwesens erhalten Mitglieder und Kunden Experteninformationen.
Die dreimal im Jahr erscheinende Zeitschrift «CH-D Wirtschaft» enthält Beiträge zu bilateralen Fragen sowie Informationen über die Mitgliedsfirmen. Das «Jahrbuch Deutschland-Schweiz» erscheint jeden Frühling und beinhaltet den Geschäftsbericht des abgelaufenen Jahres sowie ein Vademecum zu den deutsch-schweizerischen Wirtschaftsbeziehungen mit Statistiken, Grafiken, Adressen, Internetlinks und weiteren Informationen.
Informationen und Veränderungen in Wirtschaft, Recht, Steuern und Export werden über das eigene Online-Journal handelskammerjournal.ch mitgeteilt. Zusätzlich wird monatlich ein elektronischer Newsletter an alle Mitglieder und Interessierte verschickt. Auch ist die Handelskammer Deutschland-Schweiz auf Twitter und LinkedIn aktiv und bietet den Mitgliedern eine virtuelle Plattform zur Vernetzung und Information.